# Alcestes (Gluck)
Alcestes (título original en italiano, Alceste) es una ópera en tres actos con música de Christoph Willibald Gluck y libreto en italiano de Ranieri de Calzabigi, estrenada en Viena en 1767. Una segunda versión, revisada, más conocida hoy en día, fue estrenada en París en 1776.

## Historia
Se estrenó en el Burgtheater de Viena el 26 de diciembre de 1767. La presentación de Alceste en París, en 1776, supuso una total remodelación de la ópera, hasta el punto de que casi son dos óperas distintas: los personajes no son exactamente los mismos y las escenas se ordenan de manera diferente. 

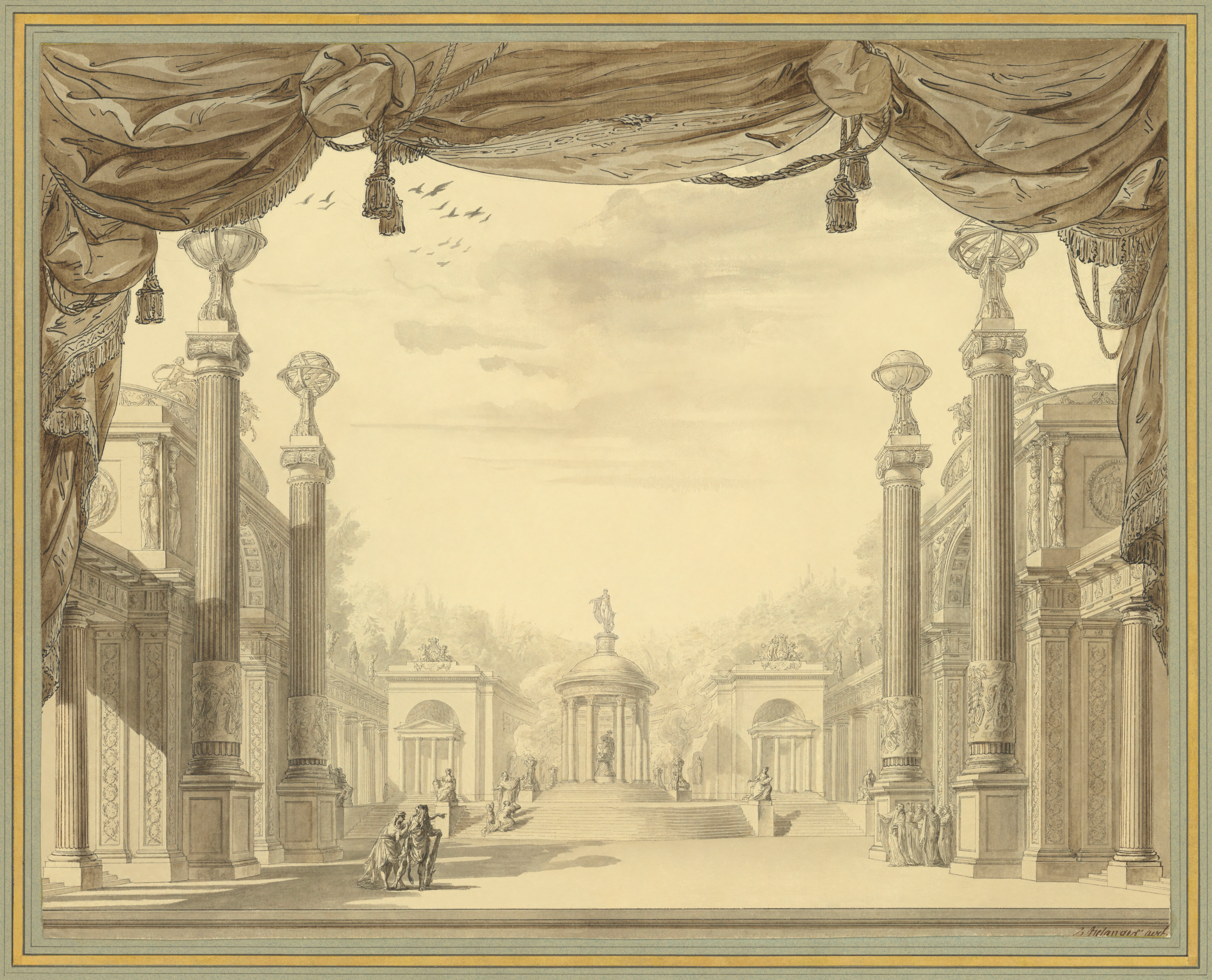
Representación de parte de la escenografía de 1776, obra de Bélanger, para la versión francesa de Alcestes. Se ve en el lado de la izquierda a Alcestis y, junto a ella, a Hércules con la piel del León de Nemea. El personaje de Hércules no se empleaba en el libreto italiano.

La versión parisina es considerada superior a la italiana, y es esta versión, a menudo traducida al alemán, al italiano o al inglés, la que se representó en el siglo XX en los principales teatros de ópera. Su estreno en España tuvo lugar en Barcelona, en el Gran Teatro del Liceo en septiembre de 1889 y en italiano, pero traducida de la versión francesa.
Se sabe cuáles fueron algunos de los cantantes del estreno en Viena (1767) y en París (1776):
Admeto (tenor): en Viena, Giuseppe Tibaldi / en París, Joseph Le Gros.
Alceste (soprano): Antonia Bernasconi / Rosalie Levasseur.
Sumo sacerdote (barítono): Laschi / Gélin.
Hércules: en París, el barítono Henri Larrivée.
Apolo: en París, el barítono Moreau.
Evandro (tenor): Pilloni / Tirot.
Eumelio y Aspasia, los hijos de Alceste: en Viena, voces blancas (soprani).
Esta ópera forma parte del repertorio habitual, a pesar de que plantea tres problemas: “la falta de garra para el espectador actual del tratamiento hierático de la trama, el anticlímax musical que es todo el acto III, y la dificultad de encontrar una auténtica soprano dramática que además cuente con la verdadera técnica belcantista que exige el papel principal” (J. M.ª Martín Triana). 
Maria Callas protagonizó Alceste en La Scala en 1954.
La Metropolitan Opera ha presentado Alceste en tres temporadas diferentes, con cuatro sopranos interpretando un total de dieciocho representaciones. El estreno en el Met fue el 24 de enero de 1941, con Marjorie Lawrence. Hubo otras cuatro representaciones esa temporada, dos con Lawrence y dos con Rose Bampton. En la temporada de 1951-52, Kirsten Flagstad cantó Alceste en cinco representaciones, incluyendo su despedida de la compañía el 1 de abril de 1952. El 6 de diciembre de 1960, Eileen Farrell debutó en el Metropolitan cantando Alceste; la cantó un total de ocho veces esa temporada. Su última representación del papel fue el 11 de febrero de 1961. 
La Ópera Lírica de Chicago abrió la temporada de 1990 con una representación de Alceste cantada por Jessye Norman.
De enero a marzo del 2006, Catherine Naglestad actuó en diez interpretaciones de Alceste con la Ópera Estatal de Stuttgart. 
En la actualidad, rara vez se representa la Alcestes de Gluck; en las estadísticas de Operabase aparece con sólo 6 representaciones para el período 2005-2010.

## Argumento (versión parisina)
La historia tiene lugar en Tesalia, en época mítica.

### Acto I
El rey Admeto se halla gravemente enfermo y al borde de la muerte. Su mujer, Alceste, se dirige al templo para consultar a los dioses. El oráculo dice que el rey morirá salvo que alguien acepte reemplazarlo. Alceste acepta morir en lugar de su amado esposo.

### Acto II
El pueblo celebra la salvación de su soberano. El rey se entera de que, para ello, otro ha aceptado morir en su lugar, pero no averigua quién es hasta que llega su esposa y el talante entristecido de ella se lo da a entender. Entonces se niega a seguir viviendo si ella tiene que morir, y decide seguirla.

### Acto III
El pueblo se lamenta de la suerte de Alceste. Llega Hércules, amigo de los esposos, y al enterarse de lo que ocurre, jura que los salvará. Alceste se dirige a las puertas del Hades. Detrás de ella viene su esposo Admeto, para morir en su lugar. Ambos discuten, pretendiendo morir uno en lugar del otro. Llega incluso Hércules, amenazando a los dioses del Averno. Los dioses del Olimpo, conmovidos por el amor conyugal, deciden perdonar a ambos. Al final, Admeto, Alceste y Hércules cantan en el atrio del palacio elogios a Apolo. El pueblo lo celebra.

## Análisis musical

### Libreto
Basado en la obra Alcestis, de Eurípides, el libreto de la versión italiana es de Ranieri di Calzabigi. Para la presentación en París, Gluck se basó en un texto nuevo de Le Bland du Roullet.

### Piezas destacadas
La famosa obertura introduce en el ambiente y el tono de la obra. 
El aria más famosa es Ombre, larve (Divinités du Styx, en la versión francesa), de Alceste; es un aria poderosa para una cantante fuerte, que se ve acompañada por el sonido típico de tres trombones. Este personaje tiene otras dos arias de gran belleza en el Acto II: O dieux! Soutenez, de gran dificultad vocal, pues las notas agudas se han de cantar en pianissimo; y Ah! Malgré moi. 
La instrumentación con tres trombones destaca en otros momentos de la obra, con su carácter siniestro y fúnebre.
En esta ópera es característico el empleo de los coros como elemento de origen griego que busca la revitalización del género.

### Valoración
La Alcestes de Gluck es la segunda ópera "de reforma" en la que el compositor y el libretista pretendían introducir cambios en el género, en busca de un resultado más dramático y menos sometido a los caprichos de los cantantes. 
“La ópera llamó la atención por su poderosa envergadura, mucho mayor que la de su precursora Orfeo ed Euridice y, aunque ha tenido menos difusión que ésta, sigue siendo una obra que se emprende con sumo respeto por su calidad y su severa grandeza vocal, orquestal y teatral” (R. Alier). Esta obra no ha tenido el mismo éxito que Orfeo y Eurídice por la debilidad de su acción dramática.
Con ocasión de la publicación de la partitura de Alceste en Viena en 1769, Gluck añadió un famoso prefacio en italiano casi seguro firmado por Calzabigi, en el que definió las características de su reforma de la ópera: limitar la música a su verdadera función, que era servir a la poesía, evitando ornamentos superfluos. “Era la primera vez en la historia de la música en la que un compositor explicaba al público el sentido de su obra y sus propósitos al realizarla” (R. Alier):

Cuando me dispuse a escribir la música de Alceste me propuse desnudarla enteramente de todos esos abusos que, introducidos por la vanidad mal entendida de los cantantes, o por una complacencia exagerada de los maestros, desfiguran desde hace tiempo la ópera italiana, y que la convierten, del más pomposo y bello de los espectáculos, en el más ridículo y aburrido.
Christoph Willibald Gluck, citado en La discoteca ideal de la ópera

La opera, en particular en su versión parisina, reúne los rasgos expuestos en su manifiesto, en particular: 
- Ninguna aria da capo.
- Ninguna oportunidad para improvisaciones vocales o muestras de virtuosismo vocal.
- Nada de largos melismas.
- Palabras más inteligibles.
- Menos repeticiones del texto dentro de un aria.
- Era menos clara la distinción entre recitativo y aria, entre pasajes líricos y declamatorios, con menos recitativos en total.
- Recitativos acompañados, en lugar de secos.
- Líneas melódicas más simples y fluidas.
- Una obertura unida por su tema o carácter a la acción posterior.

Es la más “griega” de todas las óperas de reforma que se conocen de Gluck. 
Otro de sus rasgos novedosos es que no tiene ningún papel para voz de castrato. Pero Gluck volvería a emplear uno en su siguiente ópera: Paride ed Elena; y, para la reposición vienesa de Alcestes, en 1770, reescribiría las partes de Admeto con el fin de adaptarlas a la tesitura del soprano castrato Giuseppe Millico.
Pese a toda su pasión e intensidad, Alceste está narrada con melodías que fluyen calmadamente y armonías serenas que parecen, paradójicamente, aumentar en vez de disimular la fuerza emocional. Su espíritu se acerca a las tragedias clásicas francesas de Corneille y Racine. (McLeish)

## Discografía
- Alceste, dirigida por sir Charles Mackerras, con Matthew Best,[14] Philip Gelling, Maldwyn Davies, Janet Baker, Robert Tear, Jonathan Summers,[15] John Shirley-Quirk, Janice Hooper Roe, Elaine Mary Hall, Mark Curtis, con el Coro y Orquesta de la Royal Opera House. Ponto Recordings, 2005.
- Alceste (versión de Viena), dirigida por Arnold Östman,[16] con Teresa Ringholz, Justin Lavender,[17] Jonas Degerfeldt, Miriam Treichl, Lars Martinsson, Adam Giertz, Emelie Clausen, Mattias Nilsson,[18] Johan Lilja; Coro y Orquesta del Teatro de Drottningholm. Naxos. 1999.
- Alceste (versión de París), dirigida por Serge Baudo, con Jessye Norman, Nicolai Gedda, T. Krause, B. Weikl, Nimsgern,[19] Coro y Orquesta de la Radio de Baviera. Orfeo.
- Alceste (versión de París), dirigida por John Eliot Gardiner, con Anne Sofie von Otter, Paul Groves,[20] Dietrich Henschel,[21] Yann Beuron,[22] Joanne Lunn,[23] Katharine Fuge,[24] Ludovic Tézier, Nicolas Testé,[25] con el Coro Monteverdi y los Solistas Barrocos Ingleses. Philips. 2002.

Divinités du Styx ha sido grabada por numerosas cantantes en recitales y álbumes recopilatorios de arias de ópera: Teresa Berganza (Decca), Janet Baker (Philips), Maria Callas (Eminence).